# Nieftianik Ufa
Nieftianik Ufa (ros. Футбольный клуб «Нефтяник» Уфа, Futbolnyj Kłub "Nieftianik" Ufa) – rosyjski klub piłkarski z siedzibą w Ufie.

## Historia
Chronologia nazw:
- 1957: Nieftianik Ufa (ros. «Нефтяник» Уфа) - po fuzji Dinamo Ufa, Spartak Ufa i Krylja Sowietow Ufa
- 1958: Diewon Ufa (ros. «Девон» Уфа)
- 1959—1976: Stroitiel Ufa (ros. «Строитель» Уфа)
- 1977—1992: Gastiełło Ufa (ros. «Гастелло» Уфа)
- 1993: Samrau Ufa (ros. КДС «Самрау» Уфа)
- 1994: Estiel Ufa (ros. «Эстель» Уфа)
- 1995—1996: Agidiel Ufa (ros. «Агидель» Уфа)
- 1997: Stroitiel Ufa (ros. «Строитель» Уфа)
- 1998: Woschod Ufa (ros. «Восход» Уфа)
- 1999—5 października 2003: Stroitiel Ufa (ros. «Строитель» Уфа)
- 6 października 2003—2005: Nieftianik Ufa (ros. «Нефтяник» Уфа)

Piłkarska drużyna Nieftianik została założona w 1957 w mieście Ufa, na bazie drużyn Dinamo Ufa, Spartak Ufa i Krylja Sowietow Ufa.
W tym że roku zespół debiutował w Drugiej Grupie, podgrupie 1 Mistrzostw ZSRR, w której zajął ostatnie 12. miejsce i przez następne 10 lat występował w rozgrywkach lokalnych.
Dopiero w 1957 już jako Nieftianik Ufa ponownie startował w Klasie B, grupie 3.
Po reorganizacji systemu lig ZSRR w 1963 okazał się w Drugiej Lidze, w której występował do 1991, z wyjątkiem sezonów 1966-1969, kiedy to pod nazwą Stroitiel Ufa reprezentował miasto w Pierwszej Lidze.
Od 1977 klub nazywał się Gastiełło Ufa.
W Mistrzostwach Rosji klub startował w Pierwszej Lidze, grupie Centralnej, ale zajął przedostatnie 17 miejsce i spadł do Drugiej Ligi, grupy 6, a w następnym 1993 do Trzeciej Ligi, grupy 6. Klub w tym okresie co roku zmieniał nazwy: Samrau Ufa, Estiel Ufa, Agidiel Ufa.
W 1995 klub zajął 9 miejsce w Trzeciej lidze, ale z powodów finansowych zrezygnował z dalszych rozgrywek i został rozwiązany.
W rozgrywkach amatorskich w 1997 występował Stroitiel Ufa, a w 1998 Woschod Ufa.
Dopiero w 2000 nastąpiło odrodzenie klubu. Stroitiel Ufa po 2 lat występów w Amatorskiej Lidze w 2001 zdobył awans do Drugiej Dywizji, grupie Uralsko-Nadwołżańskiej.
6 października 2003 klub przywrócił nazwę Nieftianik Ufa, jednak po sezonie 2005, w którym zajął 5 miejsce, zrezygnował z dalszych występów i został rozwiązany po raz drugi.

## Sukcesy
- 3 miejsce w Klasie B ZSRR: 1961, 1966
- 1/8 finału w Pucharze ZSRR: 1991
- 17 miejsce w Rosyjskiej Pierwszej Dywizji: 1992
- 1/16 finału w Pucharze Rosji: 1992

## Inne
- Baszinformswiaź-Dinamo Ufa